# Parapirnodus longus
Parapirnodus longus är en kvalsterart som beskrevs av Balogh och Sandór Mahunka 1968. Parapirnodus longus ingår i släktet Parapirnodus och familjen Parapirnodidae. Inga underarter finns listade i Catalogue of Life.